# Мадрігаль-де-лас-Альтас-Торрес
Мадрігаль-де-лас-Альтас-Торрес (ісп. Madrigal de las Altas Torres) — муніципалітет в Іспанії, у складі автономної спільноти Кастилія-і-Леон, у провінції Авіла. Населення — 1680 осіб (2010).
Муніципалітет розташований на відстані близько 130 км на північний захід від Мадрида, 55 км на північний захід від Авіли.
На території муніципалітету розташовані такі населені пункти: (дані про населення за 2010 рік)
- Мадрігаль-де-лас-Альтас-Торрес: 1680 осіб
- Вільяр-де-Матакабрас: 4 особи

## Демографія
Динаміка населення (INE ):